# 阿鲁阿

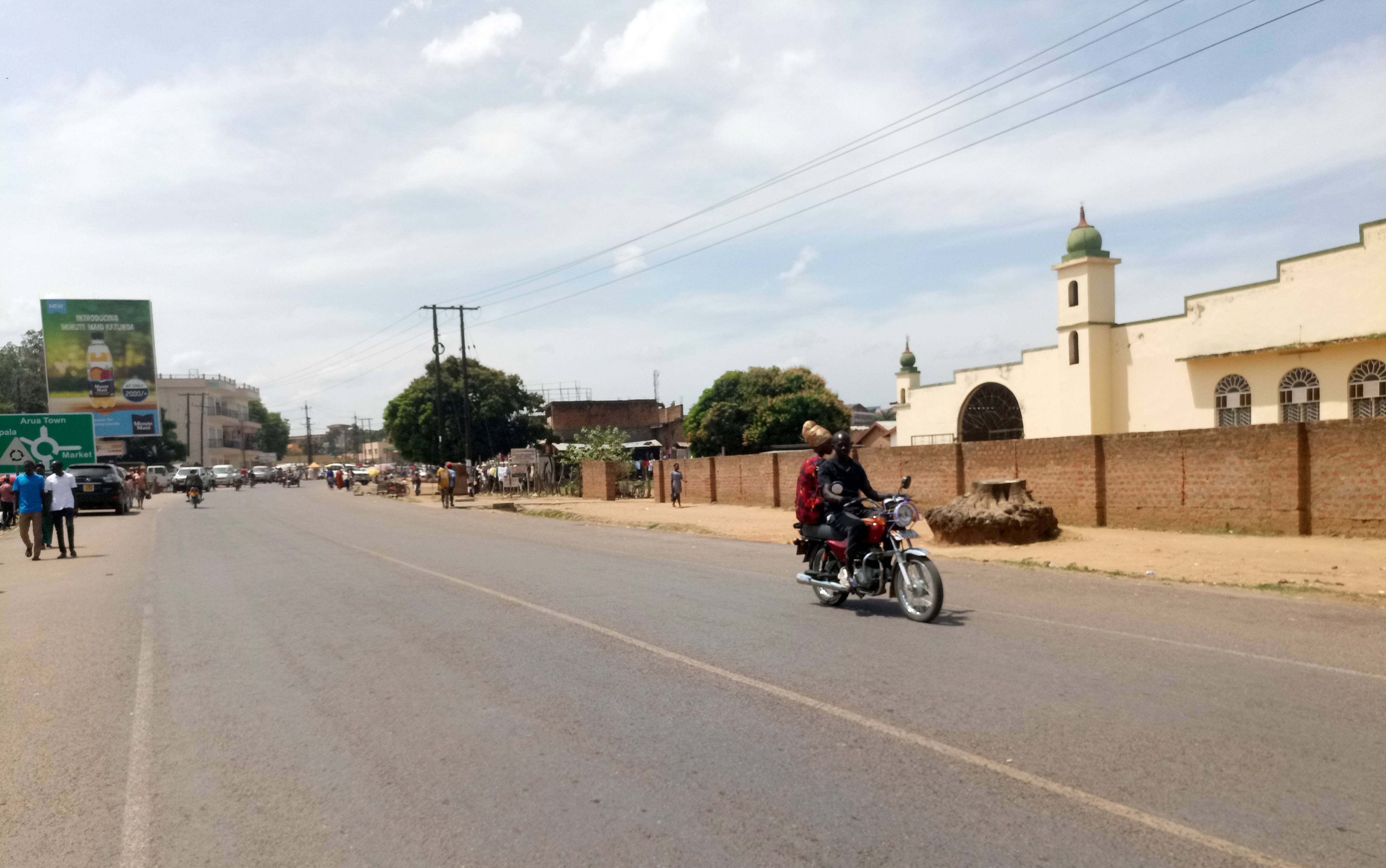
阿鲁阿街景

阿鲁阿（Arua），是乌干达西北部的一座城市，阿鲁阿区首府，2005年人口约5.6万。该城正发展成为区内的商业批发中心和交通枢纽，也是活动于西尼罗地区或服务苏丹西赤道省及刚果（金）东北部的非政府组织的重要基地，一个收容来自苏丹和刚果（金）难民的难民营设于该城。
阿鲁阿距离乌首都坎帕拉约520千米，曾作为西尼罗省首府，随着西尼罗省在1970年代分拆为阿鲁阿、内比和马约三区，阿鲁阿成为阿鲁阿区的首府。阿鲁阿是前乌干达总统伊迪·阿明的出生地。